# Ареопаг
37°58′20″ пн. ш. 23°43′25″ сх. д. / 37.972222222222° пн. ш. 23.723611111111° сх. д.
Ареопа́г (грец. Ἄρειος πάγος — пагорб Ареса) — верховний судовий і урядовий контролюючий орган Стародавніх Афін. Спершу Ареопаг — рада знаті, згодом Ареопаг складався з службових осіб — архонтів, його довічних членів. Особливо зросла роль Ареопагу в період перед реформою Солона.
Назва походить від кам'янистого пагорбу Ареса, що знаходився недалеко від Парфенону і де проходили засідання архонтів. За легендою вперше на цьому місці Посейдон звернувся до суду з 12 олімпійських богів звинувативши Ареса у вбивстві свого сина Галлірофія.
Ареопаг контролював дії службових осіб і всіх держ. органів, застосовуючи право вето, здійснював нагляд за додержанням законів, культів і звичаїв, а також за вихованням; розглядав кримінальні справи. В разі загрози державній безпеці Ареопаг ставав надзвичайним органом з усією повнотою влади. З перемогою демократії реформою Ефіальта (462 до н. е.) Ареопаг був позбавлений політичних прав і залишився в основному як судовий орган.